# Taedong-gang
Taedong-gang (kor. 대동강) – rzeka w Korei Północnej. Jej długość wynosi 439 km, powierzchnia zlewni wynosi 20 344 km². Źródło rzeki znajduje się w północnej części kraju, w górach Rangrim (Nangnim). Uchodzi do Zatoki Zachodniokoreańskiej. Główne miasta nad rzeką to Pjongjang i Nampo.
Wykorzystywana jest do żeglugi i nawadniania. Na rzece w Nampo znajduje się zapora Sŏhaegammun.